# .sPout
.sPout. war eine österreichische Crossover-Band aus Wolfsberg (Kärnten).

## Geschichte
Die Band wurde 1998 vom Sänger und Gitarristen Aaron Schüssler gegründet, als er in seiner Wohnung die ersten Songs mit dem PC aufnahm. Mit den beendeten Aufnahmen konnte er sich auf die Suche nach den Musikern machen. Im Juli 2006 stieg Gitarrist und Songwriter René Juri zugunsten seines Studiums aus der Band aus, nachdem schon DJ Jookie (Mario Frajuk) im März die Band nach fünf Jahren Mitgliedschaft verlassen hatte.
Unter anderem spielte die Band im Vorprogramm von Machine Head (Wien), Life of Agony (Wien), Die Happy (Rock am Bach) und den H-Blockx (Donauinselfest). Außerdem gab es bereits eigene Tourneen durch Großbritannien, Deutschland, Österreich und Italien sowie einen Auftritt auf der Popkomm 2003 in Köln und den zweiten Platz beim Yamaha Band Contest in Wien.
Das Album „We’re Going Straight to Hell“ erschien am 20. April 2007 erneut auf dem bandeigenen Label ruff.tunes records (im Vertrieb von edel).
2009 verließ der Bassist Manfred Sattler die Band und wurde nach einigen Monaten durch David Schwarz ersetzt.
Im Jänner 2012 gab die Band bekannt, dass sie sich auflösen wird.

## Diskografie (Alben)
- 1998: This Is the Answer
- 1999: Matter of Fact
- 2001: Do You Wanna Dance?
- 2002: The Ultimate Love Connection / T.U.L.C.
- 2003: SickSong Special Single Edition
- 2005: We Brake for Nobody
- 2005: Drift Special Single Edition
- 2007: We’re Goin’ Straight to Hell

Nach ihrer Auflösung hat die Band ihre komplette Diskografie auf ihrer Webseite zum kostenfreien Download freigegeben.